# Stemonuraceae
Stemonuraceae — родина евдикотових квіткових рослин.

## Роди
1. Cantleya Ridl. — 1 вид, Малезія
2. Codiocarpus R.A.Howard — 2 види, М'янма, Філіппіни
3. Discophora Miers — 2 види, Південна Америка, Панама, Коста-Рика
4. Gastrolepis Tiegh. — 2 види, Нова Каледонія
5. Gomphandra Wall. ex Lindl. — 34 види, пд. і пд.-сх. Азія, Австралазія
6. Grisollea Baill. — 3 види, Коморські острови, Мадагаскар, Сейшельські острови
7. Hartleya Sleumer — 1 вид, Нова Гвінея
8. Irvingbaileya R.A.Howard — 1 вид, Квінсленд (Австралія)
9. Lasianthera P.Beauv. — 1 вид, зх. Африка
10. Medusanthera Seem. — 8 видів, пд.-сх. Азія, Нова Гвінея
11. Stemonurus Blume — 13 видів, Шрі Ланка, пд.-сх. Азія, Нова Гвінея, Соломонові острови та Архіпелаг Бісмарка
12. Whitmorea Sleumer — 1 вид, Соломонові острови